# Omphalotropis howeinsulae
Omphalotropis howeinsulae é uma espécie de gastrópode da família Assimineidae.
É endémica da Austrália.